# Julie Præst Wilche
Julie Præst Wilche, née le 25 août 1971, est une fonctionnaire, diplomate danoise et haut-commissaire du Groenland depuis 2022.
Elle déménage au Groenland dans les années 1990 et avant son mandat de haut-commissaire, elle a travaillé dans les services correctionnels du Danemark et du Groenland et a dirigé les départements de l'infrastructure et des affaires sociales et de la justice.

## Jeunesse et éducation
Julie Præst Wilche est née à Aarhus, au Danemark, le 25 août 1971. Elle déménage au Groenland dans les années 1990 et obtient un diplôme en administration de l'Université du Groenland. Elle devient  infirmière de formation.

## Carrière
Au Groenland, Wilche devient chef du département des affaires sociales et de la justice au ministère de l'Infrastructure. Le 1er septembre 2021, elle a succédé à Naaja H. Nathanielsen en tant que directeur du service correctionnel danois après avoir travaillé avec le service correctionnel au Groenland. Elle était la directrice du service de détention et de probation du Groenland.
Le 1er mai 2022, elle succède à Mikaela Engell en tant que Haut-Commissaire du Groenland,. En tant que haute commissaire, elle devient la vice-reine du monarque du Danemark. Elle devient présidente de la Fondation du Groenland, l'organisation formée par la fusion de la Fondation culturelle danoise-groydo-grand et de la Fondation royale du Groenland en 2015. Elle a déclaré que le gouvernement danois reconnaît que le Groenland pourrait un jour obtenir son indépendance.

## Vie personnelle
Wilche a épousé Jon Wilche, avec qui elle a eu deux enfants.
L'Ordre du Dannebrog lui a été décerné par le roi Frederik X lors d'une visite au Groenland en 2024.